# Santa Cruz das Flores
O Município de Santa Cruz das Flores é um município sito na metade nordeste da ilha das Flores, no Grupo Ocidental do arquipélago dos Açores, na Região Autónoma dos Açores.
O concelho que foi criado em 1548 tem uma área de 72,11 km². É limitado a sueste pelo município das Lajes das Flores e está rodeado pelo oceano Atlântico nas demais direções. 
Tem sede e recebeu a designação da vila de Santa Cruz das Flores, localizada na costa leste da ilha e na qual se situam o aeroporto das Flores, a Escola Básica e Secundária das Flores, o Centro de Saúde das Flores e os principais serviços governamentais da ilha.

## Freguesias
O município de Santa Cruz das Flores está dividido em 4 freguesias:
- Caveira
- Cedros
- Ponta Delgada
- Santa Cruz das Flores

## Património edificado

### Arquitetura religiosa
- Igreja Matriz de Santa Cruz (Igreja de Nossa Senhora da Conceição)
- Igreja de São Boaventura
- Igreja de São Francisco (séc. XVII)

### Arquitetura militar
- Forte de Nossa Senhora da Conceição
- Forte de São Francisco
- Forte de S. Francisco Xavier
- Forte de S. Caetano
- Forte de Nossa Senhora dos Remédios

## Património natural
- Agulhas
- Alto da Cova
- Boca da Vereda
- Buguilão
- Bureiro
- Espigão
- Lagoa Branca
- Lagoa Comprida
- Lagoa da Lomba
- Lagoa Funda
- Lagoa Funda das Lajes
- Lagoa Rasa
- Lagoa Seca
- Lomba da Vaca
- Marcela
- Monte das Cruzes
- Morro Alto
- Morro do Franciscão
- Pedra Alta
- Pedrinha
- Pico da Casinda
- Pico da Sé
- Pico da Terra Nova
- Pico do Laurenzo
- Pico do Touro
- Pico dos Sete Pés
- Pico Negro
- Ribeira da Cruz
- Ribeira da Funda
- Ribeira da Silva
- Ribeira do Cabo
- Ribeira do Meio
- Ribeira dos Algares
- Ribeira dos Ilhéus
- Rocha da Fajã Grande
- Rocha do Touro
- Tapada Comprida
- Tapada Nova
- Testa da Igreja
- Vigia da Rocha Negra

## População
| Número de habitantes *                   | Número de habitantes * | Número de habitantes * | Número de habitantes * | Número de habitantes * | Número de habitantes * | Número de habitantes * | Número de habitantes * | Número de habitantes * | Número de habitantes * | Número de habitantes * | Número de habitantes * | Número de habitantes * | Número de habitantes * | Número de habitantes * | Número de habitantes * |
| ---------------------------------------- | ---------------------- | ---------------------- | ---------------------- | ---------------------- | ---------------------- | ---------------------- | ---------------------- | ---------------------- | ---------------------- | ---------------------- | ---------------------- | ---------------------- | ---------------------- | ---------------------- | ---------------------- |
| 1864                                     | 1878                   | 1890                   | 1900                   | 1911                   | 1920                   | 1930                   | 1940                   | 1950                   | 1960                   | 1970                   | 1981                   | 1991                   | 2001                   | 2011                   | 2021                   |
| 4 643                                    | 4 328                  | 3 838                  | 3 629                  | 3 229                  | 3 202                  | 3 484                  | 3 667                  | 3 809                  | 3 207                  | 3 030                  | 2 456                  | 2 628                  | 2 493                  | 2 289                  | 2 020                  |
| Número de habitantes por Grupo Etário ** |                        |                        |                        |                        |                        |                        |                        |                        |                        |                        |                        |                        |                        |                        |                        |
|                                          |                        |                        | 1900                   | 1911                   | 1920                   | 1930                   | 1940                   | 1950                   | 1960                   | 1970                   | 1981                   | 1991                   | 2001                   | 2011                   | 2021                   |
| 0-14 Anos                                | 0-14 Anos              | 0-14 Anos              | 1 153                  | 1 123                  | 1 184                  | 1 163                  | 1 136                  | 1 073                  | 802                    | 730                    | S/ dados               | 607                    | 434                    | 323                    | 278                    |
| 15-24 Anos                               | 15-24 Anos             | 15-24 Anos             | 602                    | 493                    | 514                    | 738                    | 656                    | 632                    | 504                    | 475                    | S/ dados               | 342                    | 378                    | 254                    | 187                    |
| 25-64 Anos                               | 25-64 Anos             | 25-64 Anos             | 1 464                  | 1 201                  | 1 179                  | 1 294                  | 1 520                  | 1 802                  | 1 641                  | 1 495                  | S/ dados               | 1 213                  | 1 263                  | 1 300                  | 1 168                  |
| = ou > 65 Anos                           | = ou > 65 Anos         | = ou > 65 Anos         | 407                    | 408                    | 313                    | 281                    | 310                    | 265                    | 260                    | 330                    | S/ dados               | 466                    | 418                    | 412                    | 387                    |

- Número de habitantes "residentes", ou seja, que tinham a residência oficial neste concelho à data em que os censos  se realizaram.

- - De 1900 a 1950 os dados referem-se à população "de facto", ou seja, que estava presente no concelho à data em que os censos se realizaram. Daí que se registem algumas diferenças relativamente à designada população residente

## Equipamentos

### Culturais
- Museu das Flores - Convento de São Boaventura
- Museu da Fábrica da Baleia do Boqueirão
- Centro de Interpretação Ambiental do Boqueirão
- Museu e Auditório Municipal
- Biblioteca Municipal de Santa Cruz das Flores

### Educativos
- EB1,2,3/JI/S Padre Maurício de Freitas

## Festas do concelho
- Festas Municipais (Cais das Poças) – famosa pelo desfile, fogo de palco e pelo caldo de peixe
- Festa de S. Pedro de Santa Cruz
- Festas de S. João do Pico do Meio Dia
- Festa de Santo Amaro
- Festa do Senhor Bom Jesus e de Nossa Senhora do Livramento (Caveira)
- Festa em honra do Divino Espírito Santo do Império da Praça Marquês de Pombal
- Festa em honra do Divino Espírito Santo das Casas de Baixo
- Festa em honra de São Roque e de Nossa Senhora do Pilar
- Festa do Império do Divino Espírito Santo da Terra Chã
- Festa de Nossa Senhora de Fátima
- Festas de S. João da Boavista